# Elizabeth Moon

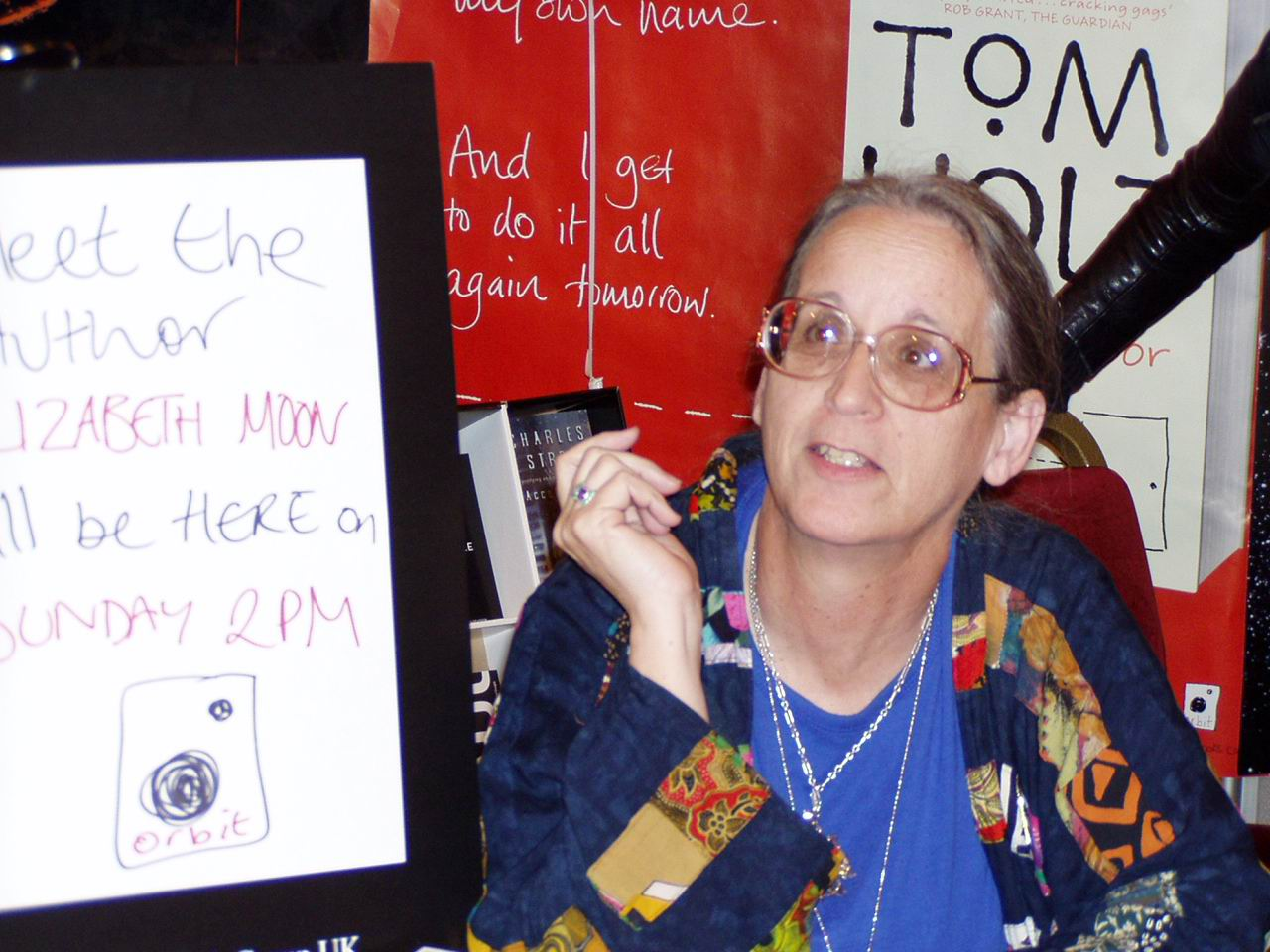
Elizabeth Moon bei dem 63. Welt-Science-Fiction-Kongress (Worldcon) in Glasgow im August 2005

Susan Elizabeth Norris Moon (* 7. März 1945 in McAllen, Texas) ist eine US-amerikanische Science-Fiction- und Fantasy-Autorin.

## Leben
Elizabeth Moon wurde in McAllen geboren, einer Stadt nahe an der mexikanischen Grenze. Sie erlangte 1968 an der Rice-Universität einen B.A. in Geschichte. Zwischen 1968 und 1971 war sie beim United States Marine Corps, wo sie sich eigenen Aussagen zufolge mit Computern herumschlug, und erreichte dort den Rang eines First Lieutenant. Nach dem Militärdienst studierte sie weiter und erlangte 1975 an der Universität von Texas in Austin einen weiteren B.A. in Biologie.
Sie ist seit 1969 mit Richard Sloan Moon verheiratet, einem Studienkollegen aus der Zeit an der Rice-Universität und späteren Armeeoffizier. Die beiden zogen 1979 in eine Kleinstadt im Norden von Austin und leben auch heute noch dort. Dort wurde 1983 deren gemeinsamer, an Autismus leidender Sohn Michael geboren.

## Werke (Auswahl)
Elizabeth Moon schrieb ihre ersten Geschichten und Gedichte bereits als kleines Kind. Ernsthaft hat sie sich aber erst mit Mitte Dreißig mit der Schriftstellerei befasst. Ihre ersten verkauften Kurzgeschichten, „Bargains“ und „ABCs in Zero-G“, wurden 1986 veröffentlicht. Ihr erster Roman Sheepfarmer's Daughter, Auftakt einer Fantasy-Trilogie, kam 1988 heraus. Für dieses Debüt wurde sie 1989 von der  Baltimore Science Fiction Society mit dem Compton Crook Award geehrt. International erlangte sie erstes Ansehen mit dem 1997 für den Hugo Award nominierten Roman Remnant Population (deutsch: Die letzte Siedlerin). Den endgültigen internationalen Durchbruch schaffte sie 2004 mit dem Gewinn des Nebula Award für ihren Roman The Speed of Dark (deutsch: Die Geschwindigkeit des Dunkels), eine in der näheren Zukunft spielende Geschichte, erzählt aus dem Blickpunkt eines autistischen Computerprogrammieres, zu der sie durch die Krankheit ihres Sohnes inspiriert wurde. In 2007 erhielt sie den Robert A. Heinlein Award (zusammen mit Anne McCaffrey) für ihr Werk.

### Romane

#### Legend of Paksenarrion
The Deed of Paksenarrion
- 1988 The Sheepfarmer's Daughter
- 1988 Divided Allegiance
- 1989 Oath of Gold

The Legacy of Gird
- 1990 Surrender None
- 1992 Liar's Oath

Paladin's Legacy
- 2010  Oath of Fealty
- 2011 Kings of the North
- 2012 Echoes of Betrayal
- 2013 Limits of Power
- 2014 Crown of Renewal

#### The Serrano Legacy
- 1993 Hunting Party
- 1994 Sporting Chance
- 1995 Winning Colors, auch: Winning Colours
- 1997 Once a Hero (deutsch: Heldin wider Willen, Bastei-Lübbe, 2002) ISBN 3-404-24297-1
- 1998 Rules of Engagement (deutsch: Waffenschwestern, Bastei-Lübbe) 2002, ISBN 3-404-23251-8
- 1999 Change of Command (deutsch: Wachablösung, Bastei-Lübbe, 2003) ISBN 3-404-23260-7
- 2000 Against the Odds (deutsch: Gegen jede Chance, Bastei-Lübbe, 2003) ISBN 3-404-23267-4

#### Die Planetenpiraten
- 1990 Band 1 Sassinak mit Anne McCaffrey (deutsch: Sassinak, Heyne, 2001) ISBN 3-453-17943-9
- 1991 Band 3 Generation Warriors mit Anne McCaffrey (deutsch: Das Generationenschiff, Heyne, 2001) ISBN 3-453-17952-8

#### Vatta's War
- 2003 Trading in Danger
- 2004 Marque and Reprisal, auch: Moving Target
- 2006 Engaging the Enemy
- 2007 Command Decision
- 2008 Victory Conditions

#### Vatta's Peace
- 2017 Cold welcome
- 2018 Into the Fire

#### Einzelromane
- 1996 Remnant Population (deutsch: Die letzte Siedlerin, Bastei-Lübbe, 1998) ISBN 3-404-24242-4
- 2002 The Speed of Dark (deutsch: Die Geschwindigkeit des Dunkels, dtv, 2007) ISBN 3-423-24598-0

### Kurzgeschichten (Auswahl)
- 1986 „Sweet Dreams, Sweet Nothings“
- 1991 „The Perfect Hero“
- 1991 „Clara's Cat“
- 1994 „Creative Criticism“
- 1995 „And Ladies of the Club“
- 1995 „Hand to Hand“
- 1996 „Accidents Don't Just Happen – They're Caused“
- 1998 „No Pain, No Gain“
- 1998 „The Last Battle“
- 1998 „Tradition“
- 1998 „My Princess“
- 1999 „Fool's Gold“
- 2000 „Sweet Charity“